# Кролевецкий городской совет
Кролевецкий городской совет (укр. Кролевецька міська рада) — входит в состав
Кролевецкого района
Сумской области
Украины.
Административный центр городского совета находится в 
г. Кролевец
.

## Населённые пункты совета
- г. Кролевец